# Triglochin dubia
Triglochin dubia är en sältingväxtart som beskrevs av Robert Brown. Triglochin dubia ingår i släktet sältingar, och familjen sältingväxter. Inga underarter finns listade.